# Scaptesylodes
Scaptesylodes là một chi bướm đêm thuộc họ Crambidae.

## Các loài
- Scaptesylodes incerta Semper, 1899
- Scaptesylodes modica Munroe, 1976